# Ágios Athanásios (ort i Grekland, Thessalien, Nomós Kardhítsas)
Ágios Athanásios (Agios Athanasios) är en ort i Grekland.   Den ligger i prefekturen Nomós Kardhítsas och regionen Thessalien, i den centrala delen av landet, 220 km nordväst om huvudstaden Aten. Ágios Athanásios ligger 718 meter över havet och antalet invånare är 324. Den ligger vid sjön Technití Límni Plastíra.
Terrängen runt Ágios Athanásios är huvudsakligen kuperad, men åt sydväst är den bergig.Runt Ágios Athanásios är det glesbefolkat, med 12 invånare per kvadratkilometer. Närmaste större samhälle är Karditsa, 15,3 km nordost om Ágios Athanásios. I omgivningarna runt Ágios Athanásios växer i huvudsak blandskog.